# 24Herbs
24Herbs (廿四味) – hongkoński zespół muzyczny utworzony w 2006 roku. Zespół tworzą: DorYuk, Drunk, Ghost Style, JBS, Kit i Phat.

## Kariera

### Bring It On
Pięć utworów z albumu Bring It On znalazło się w stacji radiowej, H-Klub gry komputerowej Sleeping Dogs.

## Dyskografia

### Albumy studyjne
| Rok  | Dane dot. albumu |
| ---- | --- |
| 2008 | 24Herbs - Wydany: 24 stycznia 2008 - Wytwórnia: Drum Music, East Asia Music - Format: CD, 2×CD, digital download    |
| 2011 | Bring It On - Wydany: 20 marca 2011 - Wytwórnia: Drum Music, East Asia Music - Format: CD, CD+DVD, digital download |

### Single
| Rok  | Tytuł                    | Album |
| ---- | ------------------------ | ----- |
| 2011 | „Big Man” (Edmond Leung) | –     |
| 2013 | „Hot in the 852”         | –     |
| 2014 | „Work It”                | –     |

### Pozostałe utwory
| Rok  | Tytuł                  |
| ---- | ---------------------- |
| –    | „Chillin’ and Blazin’” |
| 2010 | „24K” (& Kolor)        |
| 2011 | „WenBen”               |

#### Z gościnnym udziałem
| Rok  | Tytuł         | Artysta     | Uwagi                                              |
| ---- | ------------- | ----------- | -------------------------------------------------- |
| –    | „Forgiveness” | Sammi Cheng |                                                    |
| 2014 | „戰勝自己”    | Sammi Cheng | Wydany na kompilacji Sammi Miracle Best Collection |

### Teledyski
| Rok  | Tytuł                        | Reżyser              |
| ---- | ---------------------------- | -------------------- |
| 2007 | „Superstar”                  | Kit Hui              |
| 2007 | „24Herbs”                    | Kit Hui, Phat Chan   |
| 2007 | „To the Max”                 | –                    |
| 2008 | „Respect Tou Pok Guy (RTPK)” | –                    |
| 2009 | „激光中”                     | –                    |
| 2009 | „照做 AIDS Concern”          | Kim Chan             |
| 2009 | „Hú Ge”                      | –                    |
| 2010 | „Do You Know Me”             | –                    |
| 2010 | „Hong Kong Kowloon”          | –                    |
| 2011 | „Wonderland”                 | –                    |
| 2011 | „Bring It On”                | Cheung Yat Hong      |
| 2011 | „Fashionista”                | Wing Shya            |
| 2012 | „Big Man”                    | Welby Chung Wai–kuen |
| 2013 | „Hot in the 852”             | –                    |

### Z gościnnym udziałem
| Rok  | Tytuł         | Artysta     | Reżyser |
| ---- | ------------- | ----------- | ------- |
| –    | „Forgiveness” | Sammi Cheng | –       |
| 2014 | „戰勝自己”    | Sammi Cheng | –       |